# Chemisch-technische Bibliothek
Die Chemisch-technische Bibliothek, später auch Chetebi genannt, war eine Buchreihe zu technischen Themen, die zwischen 1875 und 1949 in insgesamt 423 Bänden in A. Hartleben’s Verlag in Wien erschien. Initiiert wurde die Reihe von dem aus Leipzig stammenden damaligen Verlagsdirektor Eugen Marx, der auch mit anderen Buchreihen aktuelles Wissen auch an Nicht-Akademiker verbreiten wollte.
Die Bücher enthalten leicht verständlich geschriebene, nicht mit Theorie überfrachtete Anleitungen zur Herstellung von Chemikalien, Lebensmitteln, Baustoffen und handwerklichen Erzeugnissen. Die „Chemisch-technische Bibliothek“ begleitete den Übergang von manufaktureller bis industrieller Fertigung und richtete sich an innovative Handwerker, Anlagenbauer und Verfahrenstechniker. 
Die Auflagenhöhe der im Klein-Oktavformat 18 cm × 13 cm erschienenen Bändchen betrug etwa 1000 Exemplare. Von den 389 bis 1928 herausgegebenen Bänden wurden 47 % in mehr als einer Auflage publiziert, wobei Neuauflagen oft weitgehend umgearbeitet wurden. 

## Bedeutung
Die „Chemisch-technische Bibliothek“ bietet in ihrer Gesamtheit einen den klassischen Warenlexika (oder dem 1894 begonnenen Lexikon der gesamten Technik) ähnlichen, jedoch bei weitem detaillierteren Überblick über alle wichtigen Gebiete der Verfahrenstechnik des 19. und frühen 20. Jahrhunderts. Die Bedeutung der Buchreihe lässt sich anhand von zahlreichen Übersetzungen ermessen. Seit den 1980er Jahren wurden auch mehrere Bände als Nachdrucke veröffentlicht. Für die Erforschung selten beschriebener Herstellungsverfahren von besonderen Werkstoffen ist die „Chemisch-technische Bibliothek“ oft die einzige erhaltene Quelle.

## Auszeichnungen
1877 beschloss der „Landeskulturrath für das Königreich Böhmen“ in einer Plenarsitzung, „der auch auf dem Gebiete der landwirtschaftlichen Literatur so strebsamen Firma A. Hartleben, in einem besonderen Dekrete den Dank des Landeskulturrathes schriftlich auszusprechen“.
1886 wurde dem Verlagsprojekt die Silbermedaille anlässlich der Industrie-Ausstellung in Linz und Krems verliehen, gleichzeitig wurde der Verlag A. Hartleben bei der Leder-Industrie-Ausstellung in Ried und Preßburg mit ehrenvoller Anerkennung gewürdigt.